# Praeteritio
Eine Praeteritio (auch Präterition, lateinisch praeterire ‚übergehen‘, ‚auslassen‘) oder Paralipse (auch Paralipsis, altgriechisch παράλειψις paráleipsis, deutsch ‚das Auslassen, Übergehen‘) ist eine rhetorische Figur, bei der man vorgibt, ein Thema (einen Gedanken, einen Gegenstand) übergehen zu wollen, es aber eben durch diese Ankündigung doch erwähnt und so besonders hervorhebt.

## Sprachliche Umsetzung
- „Ganz zu schweigen davon, dass …“
- „Hier ist sicher nicht der Ort, darauf hinzuweisen, dass …“

## Beispiele
- Böhmermann-Affäre
- Das ist alles von der Kunstfreiheit gedeckt